# 利丁厄市镇
利丁厄市镇（瑞典語：Lidingö kommun）是瑞典中东部斯德哥尔摩省的一个市镇。其治所位于利丁厄城。利丁厄市镇是大斯德哥尔摩的一部分。